# Акдепе
Акдепе́ (туркм. Akdepe) — город в этрапе, административный центр Акдепинского этрапа Дашогузского велаята Туркменистана.
Население — 28 045 человек (2022 год).

## Этимология
Словосочетание «ак депе» в переводе с туркменского означает «белый холм». В Туркменистане есть несколько мест с таким названием и обычно такие названия относится к белым холмам, находящимся поблизости.

## История
Прежние названия — Ак-Тепе, до 1993 года — Ленинск.
Во времена СССР здесь базировался 152-й ИАП, располагался военный аэродром и жилой городок.
В июне 2016 года постановлением Меджлиса Туркменистана посёлок Акдепе Акдепинского этрапа отнесён к категории города в этрапе. При этом было произведено включение в состав города сёл Газакяп, Достлук, Тязеоба генгешлика Тязеоба Акдепинского этрапа.

## География
Расположен на канале Шават в 15 км от железнодорожной станции Болдумсаз на линии Ургенч — Бейнеу.